# Gnamptogenys stellae
Gnamptogenys stellae é uma espécie de formiga do gênero Gnamptogenys.